# Stiftung Amadeus
Die Stiftung Amadeus ist eine gemeinnützige Stiftung mit Sitz und Tätigkeit in Winterthur (Schweiz). Sie wurde im Jahr 2002 durch den Schweizer Komponisten Franz Tischhauser (1921–2016) errichtet.
Sie fördert die Drucklegung und Verbreitung von Instrumentalmusik von Komponisten, die im tonalen Bereich arbeiten. Gefördert werden ausschließlich unveröffentlichte oder vergriffene Werke, die keinen kostendeckenden Ertrag abwerfen.
Auch betreut die Stiftung die ihr als Depositum anvertraute Musikalienbibliothek des Winterthurer Verlegers Bernhard Päuler (1932–2016). Es handelt sich hierbei um eine umfangreiche Sammlung von Kammermusik in Erstdrucken und Handschriften aus dem 17. bis 20. Jahrhundert.